# 武蔵七党
武蔵七党（むさししちとう）は、平安時代後期から鎌倉時代・室町時代にかけて、武蔵国を中心として下野、上野、相模といった近隣諸国にまで勢力を伸ばしていた同族的武士団の総称である。

## 構成氏族
「七党」を構成する氏族は文献によって異なる。
| 資料               | 成立時期 | 横山党 | 猪俣党 | 野与党 | 村山党 | 西党（西野党） | 児玉党 | 丹党（丹治党） | 私市党 | 綴党 |
| ------------------ | -------- | ------ | ------ | ------ | ------ | -------------- | ------ | -------------- | ------ | ---- |
| 『武蔵七党系図』   | 南北朝頃 | ○      | ○      | ○      | ○      | ○              | ○      | ○              |        |      |
| 『書言字考節用集』 | 1717年刊 | ○      | ○      |        | ○      | ○              |        | ○              | ○      | ○    |
| 『武家職号』       |          | ○      | ○      |        |        | ○              | ○      | ○              | ○      | ○    |

上記の三説の異同を整理すると横山党（八王子市）、猪俣党（児玉郡美里町）、児玉党（本庄市児玉郡)、村山党（多摩郡村山郷）、野与党（加須市野与庄）、丹党（丹治党）(入間郡・秩父郡・児玉郡)、西党（西野党）（日野市）、綴党（横浜市都筑区）、私市党（加須市騎西）となり、全部で九党あることがわかる。七党という表現は鎌倉時代末期に成立した『吾妻鏡』にはないことから南北朝時代以降の呼び方と考えられている。

## 歴史

### 平安時代
武蔵国は台地が広がり牧畜に好都合で、関東にいた人が馬飼部として牧畜に携わったことから、多くの牧が設けられていた。その管理者の中から、多くの中小武士団が生まれた。
武蔵国の中小武士団は、朝廷や軍事貴族、それらと結びつく秩父氏の河越氏や畠山氏など在地の有力武士に動員を掛けられた。保元の乱や平治の乱、治承・寿永の乱（源平合戦）では、多くの坂東武者が活躍し、生産条件の良好な典型的な条里地域を根拠地としている。
各党は婚姻による血族で、社会的・軍事的集団として機能していたといわれる。各領地も離れており、具体的にどの程度の結束力であったかまでは不明である。

### 鎌倉時代
武蔵武士は御家人として鎌倉幕府を支えた。武蔵武士は、伝統的な豪族層が支配する北関東と異なり、幕府に従順だった。『吾妻鏡』に記載されている武蔵武士は182氏にも及ぶ。『六条八幡宮造営注文』でも、469人中84人と圧倒的に多い。また日本全国に拡大移住していった。承久の乱・宝治合戦など勲功の恩賞（新補地頭職）や蒙古襲来（元寇）の警備のため、各氏族の一部は武蔵国にある本領を離れて奥羽や西国、九州に土着した。惣領家と庶子家の何れが移住するかは、各氏族によって異なった。

### 南北朝時代以降
南北朝時代には武蔵に残った武蔵七党系の中小武士団が結束して、国人一揆を結成した。『太平記』では、平一揆や白旗一揆が有名である。
その後、武蔵平一揆の乱で河越氏は没落。国人達は武州南一揆や北一揆などを作り、関東管領上杉氏や後北条氏の下で戦った。

## 武蔵七党とされる諸党

### 横山党
武蔵国多摩郡横山庄（現在の東京都八王子市付近に当たる）を中心に、大里郡（現埼玉県北部の熊谷市や深谷市とその周辺地域）および比企郡から橘樹郡（現在の神奈川県川崎市の市域に相当）にかけての武蔵国、さらには相模国高座郡（神奈川県の相模川左岸流域一帯）にまで勢力があった武士団。武蔵七党系図筆頭である。一族は横山氏を中心に海老名氏、愛甲氏、大串氏、小俣氏、成田氏、本間氏など。先祖は小野篁。その多くは和田合戦で滅亡するが一部の武士は存続する。本間氏などは佐渡の地頭として繁栄した。

### 猪俣党
武蔵国那珂郡、現在の埼玉県児玉郡美里町の猪俣館を中心に勢力のあった武士団で、横山党の一族（横山義隆の弟の時範（時資）が猪俣となる）。猪俣氏、人見氏、男衾氏、甘糟氏、岡部氏、蓮沼氏、横瀬氏、小前田氏、木部氏など。保元の乱や平治の乱、一ノ谷の戦いで活躍した猪俣小平六範綱と岡部六弥太忠澄が有名。

### 野与党
武蔵国埼玉郡、現在の加須市付近の野与庄を中心に勢力のあった武士団で、足立郡、比企郡などに同族がいた。先祖は桓武平氏の平基宗（平忠常の孫）と称する。

### 村山党
武蔵国多摩郡村山郷、現在の柳瀬川(入間川の支流)付近に勢力のあった一族で、野与党と同族である。村山氏、金子氏、大井氏、仙波氏など。
先祖は桓武平氏の平基宗（平忠常の孫）と称する。武蔵平一揆により衰退する。

### 児玉党
武蔵国児玉郡（現在の埼玉県児玉郡）から秩父、大里、入間郡および上野国南部あたりに勢力があった一族。元々の氏（本姓）は有道氏（有道宿禰）。児玉氏、庄氏、榊氏、本庄氏、塩谷氏、小代氏、四方田氏などなど。武蔵七党中、最大勢力の集団を形成し、その本拠地は現在の本庄市である。

### 西党
多摩川およびその支流である浅川や秋川流域を地盤とした。「武蔵七党系図」によれば、土着した武蔵国司・日奉宗頼の子孫が西氏を称し、庶流が土着した地名を苗字としたとされる。一族には、一ノ谷の戦いで熊谷直実と先陣争いをしたことで知られる平山季重を出した平山氏のほか、由井氏、立川氏、小川氏、田村氏、中野氏、稲毛氏、川口氏、上田氏、犬目氏、高橋氏、小宮氏、西宮氏、田口氏、駄所氏、柚木氏、長沼氏などがいる。

### 丹党
秩父から飯能にかけて活動。平安時代に関東に下った丹治氏（多治比真人）の子孫と称する。丹氏、加治氏、勅使河原氏、阿保氏、大関氏、中山氏、小串氏など。入間市や飯能市には加治氏に深い関わりを持つ加治神社、加治屋敷（加治丘陵）などの史跡があり、円照寺には鎌倉幕府滅亡をともにしたことを示す板碑が残っている。

### 綴党
都筑（つづき）党とも書く。武蔵国都筑郡に分布。立野牧の経営を行っていた在地領主である。
「古今著聞集」巻10に、平家の郎等「武蔵国住人都築の平太経家」が源頼朝の厩の別当になったと記されている。

### 私市党
私市（きさいち）党の出自は定かでないが、祖先は政市部領使（ことりづかい）であったとする説や、私部を管理した一族の末裔であるとする説がある。また、私市家盛が武蔵権守となって下向し、北埼玉郡騎西付近を領有開墾して土着したという伝承がある。